# Willy Gilbert
Willy Carl Jens Gilbert (Küstrin, Província de Brandeburg, Prússia, 10 de setembre de 1881 - Dale, Fjaler, Sogn og Fjordane, 20 de juny de 1956) va ser un regatista noruec que va competir a començaments del segle xx.
El 1920 va prendre part en els Jocs Olímpics d'Anvers, on va guanyar la medalla d'or en els 10 metres (1919 rating) del programa de vela, a bord del Mosk II.